# لودا (ایلینوی)
لودا (به انگلیسی: Loda) یک روستا در ایالات متحده آمریکا است که در شهرستان ایروکوی، ایلینوی واقع شده‌است. لودا ۳٫۷۷ کیلومتر مربع مساحت و ۴۰۷ نفر جمعیت دارد و ۲۳۷ متر بالاتر از سطح دریا واقع شده‌است.